# أولكسندر ستيبانوف
أولكسندر ستيبانوف (بالأوكرانية: Степанов Олександр Миколайович)‏ هو لاعب كرة قدم أوكراني في مركز الهجوم، ولد في 26 مايو 1983 في تشيرنوفتسي في أوكرانيا. لعب مع سبارتاك فلاديقوقاز ونادي ساتورن رامنسكوي.